# Lars Haglund
För TV-producenten, se Lasse Haglund (född 1942).
Lars Gösta Haglund, född 22 maj 1940 i Maria Magdalena församling i Stockholm, är en svensk f.d. diskuskastare. I friidrott tävlade han för Westermalms IF och senare för SoIK Hellas och Spårvägens FK.

## Karriär

### Diskuskastning
Haglund vann SM i diskus 1962–1966.
18 juni 1962 slog Haglund Erik Uddeboms svenska rekord från 1960 (54,65) med ett kast på 55,12. 
Påföljande år 18 maj slog han sitt svenska rekord tack vare ett kast på 56,26.
1964 förbättrade han det svenska rekordet tre gånger. Först 4 juni nådde han 56,56. Sedan (6 juni) kastade han 57,21. Till slut (30 augusti) nådde han 59,95. Detta rekord stod sig till 1968 då Rickard Bruch övertfräffade det med ett kast på 60,58.
År 1965 vann Haglund diskus vid Universiaden.
Hans personliga rekord i diskus blev 62,86.

## Allmänt
Haglund nådde 15,23 i kulstötning och 63,91 i spjut.
Lars Haglund blev 1963 utsedd till Stor grabb nummer 221 i friidrott.